# Liste von ProSieben-Maxx-Sendungen
Die folgende Liste von ProSieben Maxx-Sendungen listet zahlreiche  Sendungen auf, die der Fernsehsender ProSieben Maxx ab 2013 ausgestrahlt hat oder noch ausstrahlt.

## Tagesprogramm
Momentan (Stand August 2025) strahlt ProSieben Maxx im Tagesprogramm hauptsächlich Zeichentrick- und Anime-Serien sowie Dokumentationen aus.

### Dokumentationen
| Titel                                         | Genre         | Produktionsland | Sendeplatz                | Jahre     | Beleg |
| --------------------------------------------- | ------------- | --------------- | ------------------------- | --------- | ----- |
| Deadly 60 – Die gefährlichsten Tiere der Welt | Dokumentation | GB              | derzeit nicht im Programm | 2013–2016 | [ 1 ] |
| Monster Fish                                  | Dokumentation | USA             | derzeit nicht im Programm | 2013–2017 | [ 2 ] |

### Zeichentrickserien und Animes
| Titel                                | Genre  | Produktionsland | Sendeplatz                | Jahre     | Beleg  |
| ------------------------------------ | ------ | --------------- | ------------------------- | --------- | ------ |
| Avengers - Gemeinsam unbesiegbar!    |        | USA             | derzeit nicht im Programm | 2015–2016 | [ 3 ]  |
| Black Clover                         |        | Japan           | derzeit nicht im Programm | 2020–2025 | [ 4 ]  |
| Boruto                               |        | Japan           | derzeit nicht im Programm | 2020–2025 | [ 5 ]  |
| Detektiv Conan                       |        | Japan           | MO-FR, 18:55 Uhr          | 2016–     | [ 6 ]  |
| Die Cramp Twins                      |        | USA/GB          | derzeit nicht im Programm | 2013–2014 | [ 7 ]  |
| Die Feuerstein-Comedy Show           |        | USA             | derzeit nicht im Programm | 2013      | [ 8 ]  |
| Dragonball Z Kai                     |        | Japan           | derzeit nicht im Programm | 2015–2025 | [ 9 ]  |
| Dragon Ball Super                    |        | Japan           | MO-FR, 17:40 Uhr          | 2017–2019 |        |
| Drei Freunde ...und Jerry            |        | GB              | derzeit nicht im Programm | 2013–2014 | [ 10 ] |
| Dr. Stone                            |        | Japan           | derzeit nicht im Programm | 2020–2025 | [ 11 ] |
| Eureka Seven                         |        | Japan           | derzeit nicht im Programm | 2018–2019 |        |
| Fairy Tail                           |        | Japan           | derzeit nicht im Programm | 2018–2023 |        |
| Futurama                             | Comedy | USA             | MO-FR, 19:20 Uhr          | 2013–     | [ 12 ] |
| Gin Tama                             |        | Japan           | derzeit nicht im Programm | 2018      | [ 13 ] |
| Guardian of the Spirit               |        | Japan           | derzeit nicht im Programm | 2020–2021 |        |
| Haikyuu!!                            |        | Japan           | derzeit nicht im Programm | 2018–2024 |        |
| Hulk und das Team S.M.A.S.H.         |        | USA             | derzeit nicht im Programm | 2015–2017 | [ 14 ] |
| Hunter X Hunter                      |        | Japan           | derzeit nicht im Programm | 2018–2019 |        |
| Immer Ärger mit Newton               |        | Kanada/D        | derzeit nicht im Programm | 2013–2014 | [ 15 ] |
| Inu Yasha                            |        | Japan           | derzeit nicht im Programm | 2017–2021 |        |
| Jackie Chan Adventures               |        | USA             | derzeit nicht im Programm | 2013–2015 | [ 16 ] |
| Magic Kaito 1412                     |        | Japan           | derzeit nicht im Programm | 2019–2021 | [ 17 ] |
| Kenichi                              |        | Japan           | derzeit nicht im Programm | 2020–2023 | [ 18 ] |
| KonoSuba!                            |        | Japan           | derzeit nicht im Programm | 2020      | [ 19 ] |
| Men in Black: Die Serie              |        | USA             | derzeit nicht im Programm | 2013–2016 | [ 20 ] |
| My Hero Academia                     |        | Japan           | MO-FR, 18:30 Uhr          | 2020–     | [ 21 ] |
| Naruto                               |        | Japan           | derzeit nicht im Programm | 2013–2020 | [ 22 ] |
| Naruto Shippuden                     |        | Japan           | derzeit nicht im Programm | 2013–2024 | [ 23 ] |
| One Piece                            |        | Japan           | MO-FR, 16:30 Uhr          | 2013–     | [ 24 ] |
| Pokémon                              |        | Japan           | derzeit nicht im Programm | 2013–2017 | [ 25 ] |
| Shaman King                          |        | Japan           | derzeit nicht im Programm | 2017–2018 | [ 26 ] |
| Spy × Family                         |        | Japan           | derzeit nicht im Programm | 2023–2025 | [ 27 ] |
| Storm Hawks                          |        | Kanada/USA      | derzeit nicht im Programm | 2013–2015 | [ 28 ] |
| Super Kickers 2006 – Captain Tsubasa |        | Japan           | derzeit nicht im Programm | 2018      |        |
| The Batman                           |        | USA             | derzeit nicht im Programm | 2013      | [ 29 ] |
| The Knight in the Area               |        | Japan           | derzeit nicht im Programm | [ 30 ]    |        |
| The Looney Tunes Show                |        | USA             | derzeit nicht im Programm | 2013      | [ 31 ] |
| The Spectacular Spider-Man           |        | USA             | derzeit nicht im Programm | 2013–2015 | [ 32 ] |
| Yashahime: Princess Half-Demon       |        | Japan           | derzeit nicht im Programm | 2025      | [ 33 ] |
| Yu-Gi-Oh! Arc-V                      |        | Japan           | derzeit nicht im Programm | 2015–2019 | [ 34 ] |
| Yu-Gi-Oh! ZEXAL                      |        | Japan           | derzeit nicht im Programm | 2013–2017 | [ 35 ] |
| Yu-Gi-Oh! GX                         |        | Japan           | derzeit nicht im Programm | 2013–2016 | [ 36 ] |

## Abendprogramm
Im Abendprogramm werden Dokumentationen, Science-Fiction- und Fantasy-Serien für Erwachsene ausgestrahlt, einige davon wie Homeland und Episodes in der englischen Originalversion.

### Real-Fernsehserien
| Titel                                                        | Genre            | Produktionsland | Sendeplatz                | Jahre     | Beleg  |
| ------------------------------------------------------------ | ---------------- | --------------- | ------------------------- | --------- | ------ |
| Akte X – Die unheimlichen Fälle des FBI                      | Mystery          | USA             | Mo. 23:30 Uhr             | 2014–     | [ 37 ] |
| Blade – Die Jagd geht weiter                                 | Fantasy          | USA             | derzeit nicht im Programm | 2013      | [ 38 ] |
| Chuck                                                        | Krimi            | USA             | derzeit nicht im Programm | 2013–2014 | [ 39 ] |
| Episodes (englischsprachige Originalversion mit Untertiteln) | Komödie          | GB/USA          | derzeit nicht im Programm | 2013      | [ 40 ] |
| Falling Skies                                                | Science-Fiction  | USA             | Mi 22:05 Uhr              | 2014–     | [ 41 ] |
| Fringe – Grenzfälle des FBI                                  | Fantasy          | USA             | ca. 22:00 Uhr             | 2013      | [ 42 ] |
| Homeland (englischsprachige Originalversion mit Untertiteln) | Kriminalserie    | USA             | derzeit nicht im Programm | 2013      | [ 43 ] |
| It’s Always Sunny in Philadelphia                            | Komödie          | USA             | derzeit nicht im Programm | 2013–     | [ 44 ] |
| Justified                                                    | Krimi-Dramaserie | USA             | Fr. 22:10 Uhr             | 2014–     | [ 45 ] |
| Primeval – Rückkehr der Urzeitmonster                        | Fantasy-Serie    | USA             | Sa 13:00                  | 2013–     |        |
| Sanctuary – Wächter der Kreaturen                            | Fantasy          | USA             | derzeit nicht im Programm | 2013–     | [ 46 ] |
| Sons of Anarchy                                              | Krimi-Dramaserie | USA             |                           | 2013–     |        |
| Stargate – Kommando SG-1                                     | Science-Fiction  | USA             | derzeit nicht im Programm | 2013–2016 | [ 47 ] |
| Supernatural                                                 | Fantasy          | USA             | DI 00:05 Uhr              | 2013–     | [ 48 ] |

### Zeichentrickserien und Animes
| Titel                                                      | Genre                     | Produktionsland | Sendeplatz                | Jahre     | Beleg  |
| ---------------------------------------------------------- | ------------------------- | --------------- | ------------------------- | --------- | ------ |
| Akame ga Kill – Schwerter der Assassinen                   | Action                    | Japan           | derzeit nicht im Programm | 2015–2017 | [ 49 ] |
| Attack on Titan                                            | Action                    | Japan           | derzeit nicht im Programm | 2017–2025 | [ 50 ] |
| Baki                                                       | Sport                     | Japan           | derzeit nicht im Programm | 2014–2015 | [ 51 ] |
| Black Bullet                                               | Action                    | Japan           | derzeit nicht im Programm | 2015–2016 | [ 52 ] |
| Bleach                                                     | Action                    | Japan           | derzeit nicht im Programm | 2017–2018 | [ 53 ] |
| Blood+                                                     | Horror                    | Japan           | derzeit nicht im Programm | 2014–2015 | [ 54 ] |
| Blood Lad                                                  | Action                    | Japan           | derzeit nicht im Programm | 2014–2015 | [ 55 ] |
| Blue Exorcist                                              | Fantasy                   | Japan           | derzeit nicht im Programm | 2018–2019 | [ 56 ] |
| Brickleberry                                               | Comedy                    | USA             | derzeit nicht im Programm | 2014–2017 | [ 57 ] |
| Brynhildr in the Darkness                                  | Action, Fantasy           | Japan           | derzeit nicht im Programm | 2020      | [ 58 ] |
| Call of the Night                                          | Action                    | Japan           | derzeit nicht im Programm | 2024–2025 |        |
| Cautious Hero: The Hero Is Overpowered but Overly Cautious | Fantasy,                  | Japan           | derzeit nicht im Programm | 2024      | [ 59 ] |
| Code Geass: Lelouch of the Rebellion                       | Action                    | Japan           | derzeit nicht im Programm | 2017–2018 | [ 60 ] |
| D.Gray-man                                                 | Action                    | Japan           | derzeit nicht im Programm | 2023–2025 | [ 61 ] |
| Date A Live                                                | Action                    | Japan           | derzeit nicht im Programm | 2024      |        |
| Deadman Wonderland                                         | Fantasy                   | Japan           | derzeit nicht im Programm | 2014–2016 | [ 62 ] |
| Death Note                                                 | Thriller                  | Japan           | derzeit nicht im Programm | 2017–2018 | [ 63 ] |
| Demon Slayer                                               | Action                    | Japan           | derzeit nicht im Programm | 2021–2025 | [ 64 ] |
| Frieren – Nach dem Ende der Reise                          | Fantasy                   | Japan           | derzeit nicht im Programm | 2025–     | [ 65 ] |
| Gleipnir                                                   |                           | Japan           | SA, 00:50 Uhr             | 2024–     | [ 66 ] |
| Goblin Slayer                                              | Action                    | Japan           | derzeit nicht im Programm | 2019–2025 | [ 67 ] |
| Grimgar, Ashes and Illusions                               | Action                    | Japan           | derzeit nicht im Programm | 2024      |        |
| Guilty Crown                                               | Fantasy                   | Japan           | derzeit nicht im Programm | 2014–2015 | [ 68 ] |
| Gurren Lagann                                              | Action                    | Japan           | derzeit nicht im Programm | 2024–2025 |        |
| Hell’s Paradise                                            | Action                    | Japan           | derzeit nicht im Programm | 2024      |        |
| Highschool of the Dead                                     | Action                    | Japan           | derzeit nicht im Programm | 2014–2015 | [ 69 ] |
| High School D×D                                            | Fantasy                   | Japan           | derzeit nicht im Programm | 2015–2017 | [ 70 ] |
| How Not to Summon a Demon Lord                             | Fantasy                   | Japan           | derzeit nicht im Programm | 2023–2024 | [ 71 ] |
| Jujutsu Kaisen                                             | Fantasy                   | Japan           | derzeit nicht im Programm | 2023–2025 | [ 72 ] |
| Die Monster Mädchen                                        | Comedy, Fantasy           | Japan           | derzeit nicht im Programm | 2017–2018 | [ 73 ] |
| K Project                                                  | Action                    | Japan           | derzeit nicht im Programm | 2019–2020 |        |
| Mushishi                                                   | Fantasy                   | Japan           | FR, 23:50 Uhr             | 2024–     | [ 74 ] |
| Psycho-Pass                                                | Science Fiction           | Japan           | derzeit nicht im Programm | 2017–2018 | [ 75 ] |
| Rosario + Vampire                                          | Comedy                    | Japan           | derzeit nicht im Programm | 2019–2020 |        |
| Seraph of the End                                          | Action, Fantasy           | Japan           | derzeit nicht im Programm | 2016–2018 | [ 76 ] |
| Shakugan no Shana                                          | Action                    | Japan           | derzeit nicht im Programm | 2022–2024 | [ 77 ] |
| Sword Art Online                                           | Action, Fantasy, Romantik | Japan           | derzeit nicht im Programm | 2018–2019 | [ 78 ] |
| The Eminence in Shadow                                     |                           | Japan           | FR, 22:35 Uhr             | 2024–     | [ 79 ] |
| The Testament of Sister New Devil                          | Action, Fantasy           | Japan           | derzeit nicht im Programm | 2016–2018 | [ 80 ] |
| Tokyo Ghoul                                                | Horror                    | Japan           | derzeit nicht im Programm | 2015–2017 | [ 81 ] |
| To Your Eternity                                           | Drama                     | Japan           | derzeit nicht im Programm | 2024–2025 | [ 82 ] |
| Triage X                                                   | Action                    | Japan           | derzeit nicht im Programm | 2017–2018 | [ 83 ] |
| UQ Holder!                                                 | Action                    | Japan           | derzeit nicht im Programm | 2019      |        |
| Wolf’s Rain                                                | Drama                     | Japan           | derzeit nicht im Programm | 2014      | [ 84 ] |

Anmerkungen:
- Zeitangaben wie „Sa 01:45 Uhr“ beziehen sich auf die Nacht von Freitag auf Samstag.
- Sendezeiten im Nachtprogramm können aufgrund der vorhergehenden Spielfilme variieren.

1. ↑  OmU
2. ↑  Wiederholung im Nachtprogramm von ProSieben

### Dokumentationen

#### Deutsche Formate
Momentan werden folgende deutsche eigenproduzierte Dokumentationen ausgestrahlt:
| Titel                      | Genre                   | Sendeplatz                                             | Jahre | Moderation   | Anmerkung | Beleg  |
| -------------------------- | ----------------------- | ------------------------------------------------------ | ----- | ------------ | --------- | ------ |
| Experience – Die Reportage | Dokumentation           | Fr. 23:00 Uhr, Sa. 23:20 Uhr                           | 2013– |              |           | [ 85 ] |
| Galileo 360°               | Dokumentation           | Do. 20:15 Uhr                                          | 2013– | Funda Vanroy |           | [ 86 ] |
| Galileo genial             | Dokumentation           | Mo.–Fr., 4:55, 13:10 Uhr; Sa. 13:35 Uhr, So. 13:10 Uhr | 2013– | Stefan Gödde |           | [ 87 ] |
| Mission Adventure          | Dokumentation           | Fr. 22:10 Uhr                                          | 2013– | Jan Stecker  |           | [ 88 ] |
| Watch Me – Das Kinomagazin | aktuelle Kino-Neustarts | Nachtprogramm                                          | 2016– |              |           |        |

#### Ausländische Formate
| Titel                                      | Genre         | Produktionsland | Sendeplatz                | Jahre | Beleg  |
| ------------------------------------------ | ------------- | --------------- | ------------------------- | ----- | ------ |
| Alone in the Wild – Überleben im Nirgendwo | Dokumentation | GB              | derzeit nicht im Programm | 2013– | [ 89 ] |
| Amerika!                                   | Dokumentation | USA             | Sa 20:15 Uhr              | 2013– | [ 90 ] |
| Breakout – Fast perfekte Flucht            | Dokumentation | GB/Kanada       | Sa 21:45 Uhr              | 2013– | [ 91 ] |
| Louis Theroux                              | Dokumentation | GB              | Sa gegen 22:30 Uhr        | 2013– | [ 92 ] |
| Tierisch Extrem                            | Dokumentation | Neuseeland      | Mo–Fr 10:30               | 2013– | [ 93 ] |
| Adam Eats the 80s – Fast Food Classics     | Reportage     | USA             | So 20:15 Uhr              | 2023– | [ 94 ] |

## Sport
| Titel der Sportsendung     | Sportart          | Eigenproduktion | Zeitraum                  |
| -------------------------- | ----------------- | --------------- | ------------------------- |
| WWE SmackDown              | Wrestling         | nein            | seit April 2014           |
| ran Football               | American Football | ja              | seit September 2015       |
| WWE NXT TakeOver           | Wrestling         | nein            | Oktober bis Dezember 2015 |
| ran Basketball             | Basketball        | ja              | seit Oktober 2016         |
| Drone Racing League        | Drohnenrennen     | nein            | seit November 2016        |
| Robot Wars                 | Robotwars         | nein            | 2016–2020                 |
| ran Boxen                  | Boxen, Kickboxen  | ja              | seit März 2017            |
| WWE Raw                    | Wrestling         | nein            | seit April 2017           |
| FIFA Interactive World Cup | E-Sport           | nein            | seit Juni 2017            |
| WWE NXT                    | Wrestling         | nein            | seit April 2023           |